# 田辺朔郎
- 田辺 朔郎
- 田邊 朔郎
- 田邉 朔郎

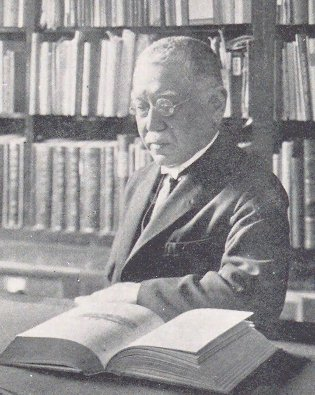
田辺朔郎

田辺 朔郎（たなべ さくろう、1861年12月2日（文久元年11月1日） - 1944年（昭和19年）9月5日）は、日本の土木技術者・工学者。工学博士。土木学会長。位階および勲等は従三位・勲一等。号は石斎を名乗る。
琵琶湖疏水や日本初の水力発電所の建設、関門海底トンネルの提言を行うなど、日本の近代土木工学の礎を築いた。北海道官設鉄道敷設部長として北海道の幹線鉄道開発に着手し、狩勝峠の名づけを行った。

## 略歴
幕臣田辺孫次郎（忠篤）とふき子の長男として東京市の根津愛染町に生まれる。生後9か月で父親が病死し、家督を継ぐ。叔父の田辺太一が後見人となり、5歳から大久保敢斎より漢学を、福地源一郎より洋学を学ぶ。沼津兵学校一等教授に着任した太一に伴って明治2年に沼津に同行し、翌年同兵学校付属小学校に入学したが、明治4年に太一が外務省に出仕となったため、朔郎一家も湯島天神町に転居し、近くにあった南部藩の共慣義塾で英語・数学・漢学を学ぶ。明治6年に岩倉遣欧使節団の一等書記官として洋行していた太一が帰国し、横浜港へ迎えに行った際に外国汽船ゴールデンエイジ号の機関室で蒸気エンジンを見たことで工学に興味をもち、科学者を志して明治8年に工学寮小学校へ転校。明治10年に工部大学校（工学寮大学校より改称）に進み土木工学を専攻。
在学中に、京都府知事・北垣国道が、遷都で疲弊した京都の活性化のために、角倉了以・角倉素庵時代からの長年の懸案だった琵琶湖疏水工事を天皇下賜金で断行することを知り、1881年（明治14年）に卒業研究として京都へ調査旅行に赴き、卒業論文「琵琶湖疏水工事の計画」を完成させる。のちに同論文は海外雑誌にも掲載され、イギリス土木学会の最高賞であるテルフォード賞を授与された。大鳥圭介工科大学校学長の推薦により、1883年（明治16年）に卒業と同時に京都府の御用掛に採用され、弱冠21歳で大工事である琵琶湖疏水の担当となる。工事途中の1888年（明治21年）に議員の高木文平とともに渡米し、ダムや運河の水力利用で世界的な製紙の町となったホルヨーク (マサチューセッツ州)や世界初の水力発電を実現したアスペン鉱山を視察し、当初予定の水車動力を水力発電に変更し、蹴上発電所を創設。この変更は、のちの京都の近代産業化に大いに寄与した。
1890年（明治23年）の第一疏水完成後、帝国大学工科大学（工部大学校より改称）の教授に任命されて帰京。同年、榎本武揚の媒酌で北垣の長女静子と結婚。北海道庁長官に就任した北垣の要請で、北海道全道に1000マイル（約1600km）の幹線鉄道敷設計画の調査に着手し、計画・建設に携わる。墓所は京都市左京区大日山墓地と青山霊園（田辺太一と同墓）。

### 年譜
- 1861年（文久元年） - 高島秋帆門下の洋式砲術家である田辺孫次郎の長男として江戸に生まれる。
- 1875年（明治8年） - 叔父の田辺太一の勧めにより、工学寮小学校（翌年廃止）に入学。
- 1877年（明治10年） - 工部大学校土木科入学、4年終了時に特別大賞授与[5]。
- 1883年（明治16年）- 工部大学校卒業[11]。卒業論文は、『隧道建築編』、『琵琶湖疏水工事編』であった。
  - 北垣国道京都府知事に請われて京都府御用掛となり、琵琶湖疏水工事に従事する。
- 1888年（明治21年） - 渡米。コロラド州アスペンを訪れ、水力発電所などを視察。
- 1890年（明治23年） - 琵琶湖疏水が完成。秋、北垣国道の長女・しずと結婚。
- 1891年（明治24年） - 日本初の水力発電所である蹴上発電所が完成。東京帝国大学教授に就任[12]。工学博士を授与[13]。工手学校の教務主理も兼任し、工学博士号取得[3]
- 1892年（明治25年） - 濃尾地震の震災予防調査会委員就任[3]
- 1893年（明治26年） - 内務省土木会委員就任[3]
- 1894年（明治27年） - イギリス土木工学会からテルフォード・メダル（同会初代会長のトーマス・テルフォードの遺産により創設された賞で同会最高の賞）を授与される。腸チフスに罹患し入院[3]。
- 1896年（明治29年） - 北海道庁長官を務めていた岳父・北垣国道に請われ、東京帝国大学を退任し、北海道庁鉄道部長として北海道官設鉄道の計画・建設に当たる。アメリカの科学誌『サイエンティフィック・アメリカン』に論文掲載される[14]。
- 1897年（明治30年） - 鉄道建設費要求のため帝国議会に出席、臨時北海道鉄道敷設部長に就任し家族と共に北海道へ転居[3]
- 1898年（明治31年） - 北海道庁鉄道部長就任[3]。滝川（当時ソラチプト）から旭川までの上川線開通。
- 1900年（明治33年） - 北海道庁鉄道部長を免官し、ウラジオストクでシベリア鉄道を視察後、モスクワから欧州、北米の土木施設を視察し帰国[3]。政界軍部要人に報告[3]。 京都帝国大学理工科大学教授就任
- 1901年（明治34年） - 『西比利亜鉄道』上梓
- 1910年（明治43年） - 宮内省内匠寮御用掛に就任。
- 1911年（明治43年） - 列車抵抗力についての研究論文発表[15]。大学に予算がなかったため自費で汽車製造に対して試験車ケン1を発注[16][17]。
- 1913年（大正2年） - 政府の要請で鉄道院のための水底トンネル調査（のち関門トンネル開通事業参加）と、日本が初参加するロンドンでの万国道路会議出席のため欧州・北米視察。
- 1914年（大正3年） - 長男の秀雄死去。
- 1915年（大正4年） - 叔父の田辺太一死去。
- 1916年（大正5年） - 京都帝国大学工科大学長に就任[18]。岳父の北垣国道死去。
- 1918年（大正7年） - 京都帝国大学を退官。退官後も大阪市営地下鉄などの各地の鉄道建設計画等に関与した。
- 1923年（大正12年） - 京都府が「工学博士田辺朔郎君紀功碑」を建立。
- 1924年（大正13年） - 友人らから『田辺朔郎博士六十年史』を贈呈される。
- 1944年（昭和19年） - 死去。満82歳没（享年84）。

## 家族
- 祖父・田辺石菴 - 御家人（書院番与力）。田辺家は代々学問を以て幕府に仕えて来た家柄で，石菴は元は尾張藩儒者の村瀬海輔だったが、田辺家の養子となり、昌平黌教授や甲府徽典館の学頭を務めた[5]。
- 父・田辺孫次郎（忠篤） - 抱人与力、富士見御宝蔵番となり、幕府の講武所で西洋砲術を教えた。80石。コレラにより42歳で死去[19]。
- 母・ふき子
- 姉・鑑子（てるこ） - 片山東熊に嫁ぐ
- 妻・静子 - 北垣国道の長女
- 長男・秀雄 - 東大建築学科在学中の1914年(大正3年) に死去
- 次男・主計 - いとこの次郎一（田辺太一の長男で三井物産ロンドン支店長）が客死したため太一の養嗣子になる。同志社大学英文科卒業後、三井銀行勤務、登山関係の翻訳書多数[20]。銀行勤めの傍ら「川村繁三郎」の筆名で『新小説』に小説も発表していた[21]。
- 三男・多聞 - 夭折した長男に代わり嗣子となる。内務省朝鮮総督府鉄道本局釜山地方交通局長[22]。妻の美佐子は貴族院議員有賀光豊の長女[22]。
- 叔父・田辺太一 - 父の弟。岩倉遣欧使節団 随行、外務一等書記官、錦鶏間祗候。娘に三宅花圃[23]（夫は三宅雪嶺）。

## 栄典・授章・授賞
- 1915年（大正4年）11月10日 - 大礼記念章[24]
- 1924年（大正13年）2月11日 - 勲一等瑞宝章[25]

## 関連書
- 『北海道浪漫鉄道』田村嘉子、新潮社 (1986/10)
- 『びわ湖疏水にまつわる、ある一族の話』田辺康雄（朔郎の孫）、自家本、1991

## 映画
- 『明日をつくった男 田辺朔郎と琵琶湖疏水』虫プロダクション制作、2003年3月公開

## 写真

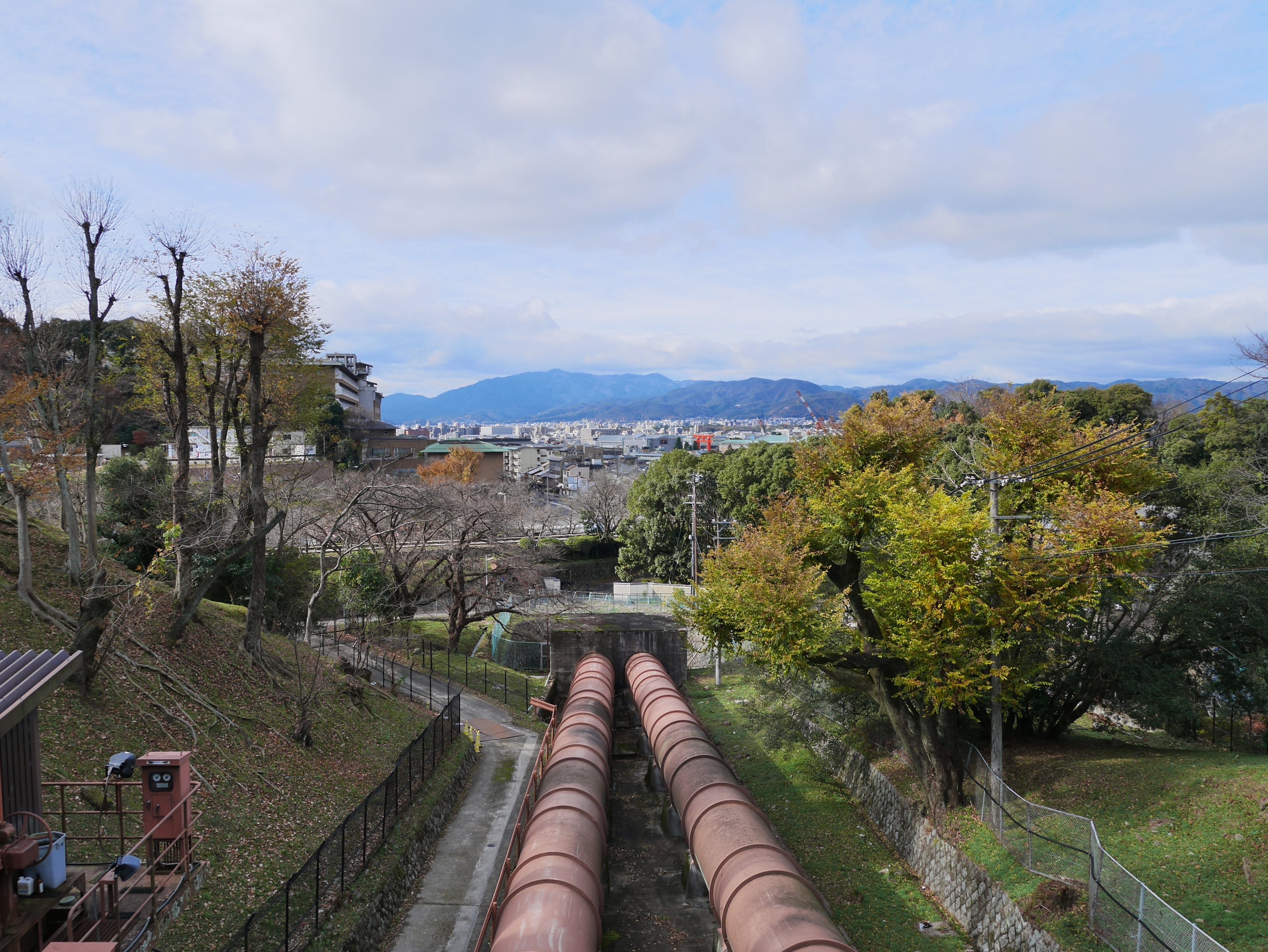
田辺朔郎像周辺からの景色
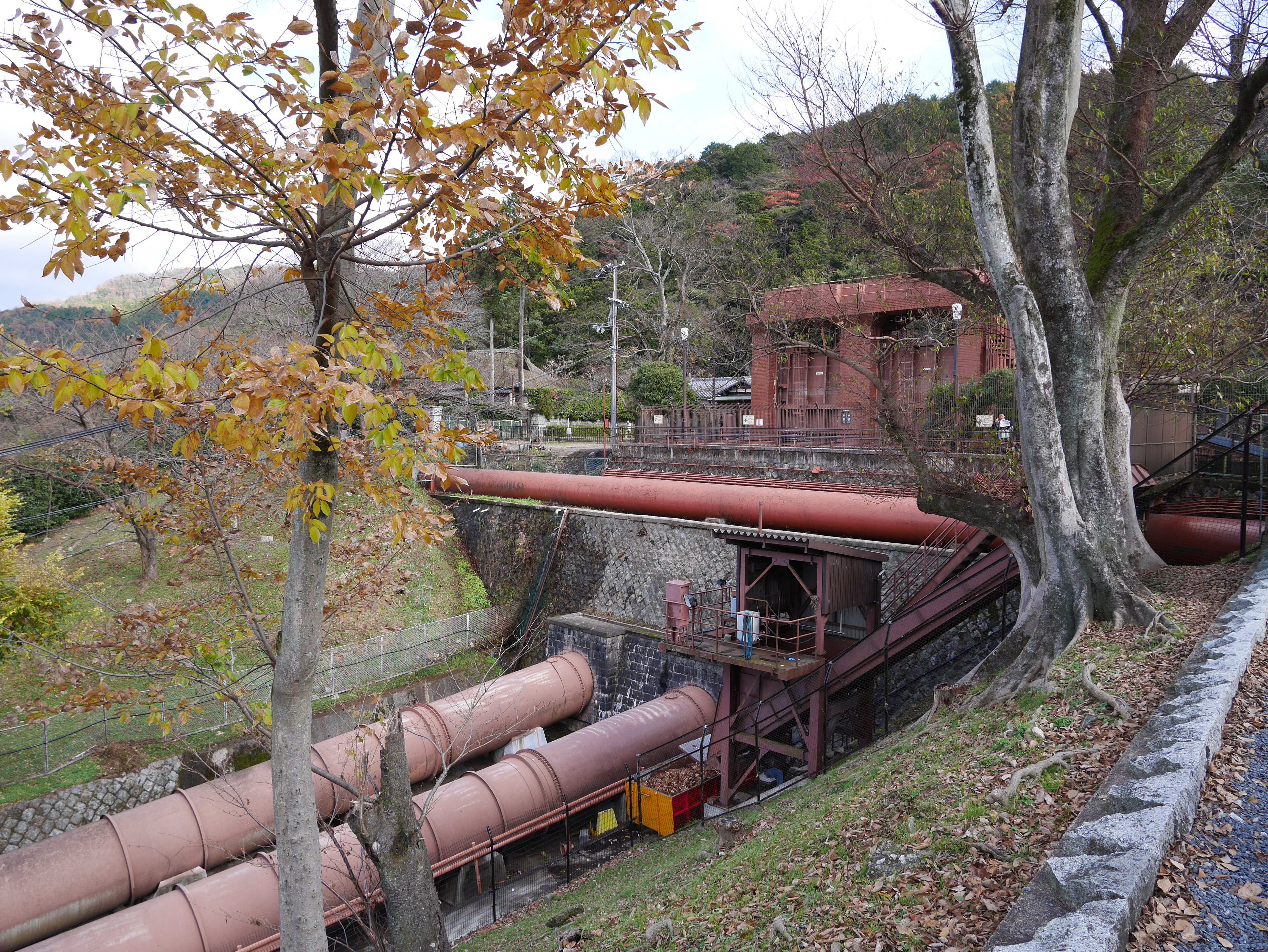
田辺朔郎像周辺からの景色

北緯35度00分30秒 東経135度47分28秒 / 北緯35.0082678度 東経135.7910125度